# Cestrotus flavipes
Cestrotus flavipes är en tvåvingeart som först beskrevs av Frey 1927.  Cestrotus flavipes ingår i släktet Cestrotus och familjen lövflugor. Inga underarter finns listade i Catalogue of Life.